# 坡油甘
坡油甘（学名：Smithia sensitiva）为豆科坡油甘属下的一个种。

## 扩展阅读
- 維基物種上的相關：坡油甘